# یواس‌اس تاسکو (اس‌پی-۵۰۲)
یواس‌اس تاسکو (اس‌پی-۵۰۲) (به انگلیسی: USS Tasco (SP-502)) یک کشتی بود که طول آن ۱۰۹ فوت (۳۳ متر) بود. این کشتی در سال ۱۹۰۷ ساخته شد.